# Hallowed Ground (Violent Femmes)
Hallowed Ground è il secondo album discografico dei Violent Femmes, pubblicato nel giugno 1984. Come per il primo disco la maggior parte delle canzoni sono scritte dal cantante/chitarrista Gordon Gano.

## Tracce
1. Country Death Song – 5:02
2. I Hear The Rain – 1:32
3. Never Tell – 7:10
4. Jesus Walking On The Water – 3:07
5. I Know It's True But I'm Sorry To Say – 5:05
6. Hallowed Ground – 4:18
7. Sweet Misery Blues – 2:51
8. Black Girls – 5:41
9. It's Gonna Rain – 4:11

## Formazione
Gruppo
- Gordon Gano - voce, chitarra acustica, chitarra elettrica, fiddle
- Brian Ritchie - basso, guitarron, celesta, marimba, voce
- Victor DeLorenzo - batteria

Altri musicisti
- Mark Van Hecke - piano, organo
- Tony Trischka - banjo
- Christina Houdhton - autoharp
- Peter Balestrieri - voce, sax
- Cynthia Gano Lewis - voce
- Drake Scott - cornetto, sackbut
- John Zorn - sax, clarinetto
- John Tanner - clarinetto